# US Angri 1927
Società Sportiva Dilettantistica Unione Sportiva Angri 1927, zkráceně jen Angri je italský fotbalový klub hrající v sezóně 2024/25 ve 4. italské fotbalové lize sídlící ve městě Angri v regionu Kampánie.

## Změny názvu klubu
- 1927/28 – 1976/77 – GS Cotoniere Angri (Gruppo Sportivo Cotoniere Angri)
- 1977/78 – VB Angri (V.B. Angri)
- 1978/79 – 2003/04 – US Angri 1927 (Unione Sportiva Angri 1927)
- 2004/05 – SS Angri Calcio 1927 (Società Sportiva Angri Calcio 1927)
- 2005/06 – 2010/11 – US Angri 1927 ASD (Unione Sportiva Angri 1927 Associazione Sportiva Dilettantistica)
- 2011/12 – 2014/15 – US Angri (United Sporting Angri)
- 2015/16 – 2018/19 – ASD US Grigio Rossi 1927 (Associazione Sportiva Dilettantistica Unione Sportiva Grigio Rossi 1927)
- 2019/20 – ASD US Angri 1927 (Associazione Sportiva Dilettantistica Unione Sportiva Angri 1927)
- 2020/21 – SSD US Angri 1927 (Società Sportiva Dilettantistica Unione Sportiva Angri 1927)

## Získané trofeje

### Vyhrané domácí soutěže
- 5. italská liga ( 1× )

2021/22

## Účast v ligách
| Úroveň soutěže | Název soutěže (nynější název) | První hraná sezona | Poslední hraná sezona | celkem odehraných sezon |
| -------------- | ----------------------------- | ------------------ | --------------------- | ----------------------- |
| 3              | Serie C                       | 1930/31            | 1947/48               | 5                       |
| 4              | Serie D                       | 1929/30            | 2024/25               | 14                      |
| 5              | Eccellenza                    | 1948/49            | 2021/22               | 36                      |